# یاردیبی (صائم بی‌لی)
یاردیبی (به ترکی استانبولی: Yardibi) یک منطقهٔ مسکونی در ترکیه است که در صائم‌بیلی واقع شده‌است.